# Mrliški zbor
Mrliški zbor (latinsko Synodus Horrenda) imenujemo rimski zbor, zborovanje ali sinodo, ki je 897 obsodila in kaznovala sicer navzočega, toda le kot mrliča, papeža Formoza. 

## Nenavadno sojenje
Papež Štefan VI. je izkopal Formozovo truplo in organiziral Mrliško zborovanje. Formoz je bil na sinodi obsojen na izbris iz spomina (damnatio memoriae), po Štefanovi smrti pa je bila sodba razveljavljena. Obsodbo je ponovno prvlekel na dan tudi papež Sergij III. (904-911).
Čeprav ga je za škofa v Anagniju posvetil ravno papež Formoz, je Štefan kot zaslepljen pristaš Spoletancev postal najostrejši Formozov nasprotnik. V zgodovini je ostal zapisan samo po enem, pa toliko sramotnejšem dejanju, ki pa je zgovoren in pristen izraz takratnih divjih rimskih razmer, ko so se posamezne stranke skrajno brezobzirno in brez izbiranja sredstev pulile za oblast nad Rimom in tudi nad papeštvom.
Januarja 897 je v Rimu vodil Mrtvaško zborovanje. Truplo papeža Formoza, ki je že devet mesecev počivalo v grobu, je dal izkopati, ga obleči v papeška oblačila ter ga posadil na papeški prestol. Sinoda je rajnega papeža obsodila "zaradi krivoprisežništva, prekršenja kanonskih določil glede prepovedi prenosa škofijskega sedeža, glede stremljenja po bolgarskem metropolitanstvu in spodrivanju papeštva". Obenem je razglasila vsa njegova posvetilna dejanja za neveljavna, potem pa so truplo vrgli v Tibero. To ravnanje je ljudstvo tako razjarilo, da so nedolgo zatem papeža Štefana VI. samega vrgli v ječo, kjer so ga avgusta 897 zadavili. 
To dejanje je obsodila večina Formozovih naslednikov, pa tudi naših sodobnikov:
»Sledila je ostudna slovesnost, ko so razveljavili (škofovsko dostojanstvo) rajnega, slekli z njega papeška oblačila, ki se jih je oprijelo razpadajoče meso, raševinasto srajco, ki jo je nosil ta surovi asket; odrezali so prste desne roke, te nevredne prste, ki so blagoslavljali ljudstvo.« .
Sodobnik takratnih zdrah pa je dogajanje opisal takole:
:Leta 897 so v Rimu opravili postopek zoper papeža Formoza z vsemi odobrenji. Navzoči so bili javni tožile, obramba, najvišji uslužbenci, celo papež in cesar, in seveda tudi rimsko ljudstvo. Edina nenavadnost, če se tako lahko reče, je bila pri obtoženem; čeprav je bil oblečen v papeška oblačila, je bil že dokaj časa mrtev. Tako se je vršil postopek zoper njegovo mumijo, ki so jo izvlekli iz kripte, kjer je počivala že devet mesecev. Obtoženi ni odgovoril na nobeno vprašanje (!) in to so smatrali več ko dovolj za obsodbo, ki je sledila takoj. Mrtvemu so strgali papeška oblačila, ga odnesli ven iz sodišča, praznujoča drhal pa ga je vrgla v Tibero in to v Rimu, v tem mestu, sedaj podivjanem, ki je bilo zibelka vesoljnega prava.   

## Ocena
Formozova protislovna obsodba je sprožila več vprašanj, ki se jih tožitelji morda niso zavedali in jih niso mislili sprožiti – morda pa so nameščeni sodni postopek priredili prav s tem namenom; zato mnogi menijo, da je pri obsodbi šlo bolj za osebne in politične, ne pa verske motive:
1. Glede veljavnosti škofovskih in duhovniških posvečenj. Če so namreč bile njegove posvetitve neveljavne, potem je bila neveljavna tudi posvetitev njegovega naslednika Štefana VI., ki ga je posvetil za škofa ravno sam papež Formoz (a te navedbe so poznejšega datuma); vendar ne beremo, da bi Štefan zahteval zase ponovno posvetitev, čeprav jo je kot papež mogel prejeti. Neveljavno bi bilo potem tudi maziljenje in kronanje cesarskega tekmeca Arnulfa Koroškega. [5]
2. Glede prehoda iz enega škofijskega sedeža na drugi, češ da ga prepoveduje 15. kanon Prvega nicejskega koncila; isti ugovor bi zadel tudi njegovega predhodnika Marina I. (882-884), ki je prav tako bil škof v Cerveteriju, preden je postal škof v Rimu ali papež pa tudi samega Štefana VI. Res je sicer, da je temu oporekal Carigrad, vendar nihče iz Rima. Samo besedilo kanona jasno pravi, da se to ne tiče vere ali morale, ampak da gre samo za disciplinski predpis. Morda pa je svoje škofovsko posvečenje hotel izničiti prav Štefan VI., da se mu ne bi moglo očitati prehajanje iz enega škofovskega sedeža (Anagni) na drugega (Rim).
3. Besedilo kanona jasno kaže na to, da prehod škofa iz enega škofijskega sedeža na drugi ne spada k nespremenljivemu verskemu ali nravnemu nauku; ta navada se je večkrat skozi zgodovino spreminjala ne le na vzhodu, ampak tudi na zahodu. Ob preučevanju 15. kanona opazimo, da so ga koncilski očetje sprejeli zaradi trenutnih okoliščin. Tudi po nicejskem koncilu so bili pogosti spregledi; to dokazuje, da Cerkev tega ni nikoli smatrala za dogmo; še manj pa bi mogli to imeti za učenje ex cathedra, kot je to podtikal Döllinger v burnih razpravah zoper razglasitev dogme o papeževi nezmotljivosti, kadar uči ex cathedra, za časa Prvega vatikanskega koncila.
4. Poudarjanje nekega koncilskega odloka v nasprotju z učenjem ali prakso rimskih papežev in Rimske Cerkve pa pomeni tudi zagovarjanje heretičnega mnenja, ki mu pravimo konciliarizem in ki zagovarja oblast koncila nad papežem. V primeru mrliškega zbora so se v to past ujeli tudi nekateri papeži.
5. Sam Formoz na tem montiranem procesu nikakor ni bil obtožen učenja herezije, ki bi nasprotovala katoliškemu nauku, kar bi edino moglo biti zadosten očitek za obsodbo in za neveljavnost posvečenj; zato je bila obsodba ne le sramotna in protipravna, ampak tudi smešna, krivična in nična; še zlasti zato, ker je šlo za sojenje mrliču, ki se ne more braniti.
6. Glede neveljavnosti teh posvečenj se Döllinger, De Rosa, in Hunt motijo misleč, da so skozi celo cerkveno zgodovino uporabljali enake izraze z enakim pomenom. Prav teologija zakramentov, tudi mašniškega in škofovskega posvečenja, je doživela skozi stoletja velik razvoj. "Zgodnja Cerkev gotovo ni pazljivo razlikovala, kakor so to nespremenljivo delali poznejši zahodni kanonisti, med zakramentalno veljavnostjo svetega reda, ki je bil sprejet v apostolskem nasledstvu po škofovskem posvečenju, in med redno ali dovoljeno prakso te oblasti, ki jo zakramenti podeljujejo." [6].
7. Niti obsodba Štefana VI. zoper Formoza niti popravek te sodbe Janeza IX., ali njena ponovna uveljavitev pri Sergiju III. – posebej ali skupaj – ne nasprotujejo papeški nezmotljivosti, ki se nanaša le na vero in nravnost; medtem gre tukaj za spremenljivi disciplinski predpis. Ta primer dokazuje, da so tudi papeži podvrženi človeškim slabostim kot je nevoščljivost, zloraba moči ali maščevalnost, kot vsi drugi ljudje – in jih lahko uporabijo zoper svoje sovražnike. To pa seveda ne pomeni nikakršne težave za papeško nezmotljivost, ki ne vključuje papeške negrešljivosti. K nauku, ki ga morajo verniki sprejemati za versko resnico, spadajo pravzaprav vse dogme, ki se nanašajo na verski in moralni nauk, in jih cerkveno učiteljstvo kot take predlaga prek koncilov, veroizpovedi ali rednega papeškega učenja. Medtem pa je uradno in izrecno učenje »ex cathedra« v praksi izredno redko in prava izjema v primeri z rednim učiteljstvom Cerkve, ki ga papeži izvajajo vsakodnevno, koncili pa ob svojem zasedanju. Taki izredni odločitvi sta bili pravzaprav samo dve - in sicer obe o Kristusovi materi Mariji. Pij IX. je namreč 1854 razglasil dogmo o Marijinem brezmadežnem spočetju, Pij XII. pa 1950 dogmo o Marijinem telesnem vnebovzetju. Dogmo o papeževi nezmotljivosti, kadar uči ex cathedra, je sicer razglasil Pij IX., ampak pravzaprav koncil. [7]
8. Mrliški zbor [8] je razveljavil decembra 897 papež Teodor II.; pozneje je razglasil za nične odloke zbora papež Janez IX. in je ukazal vse tozadevne listine uničiti; obenem je za v prihodnje prepovedal podobne tožbe. Oblačenje papeža ali kakega drugega visokega dostojanstvenika v meniško kuto je pomenilo njegovo odstavitev.
9. Kljub tej prepovedi je papež Sergij III., ki je bil sosodnik na sinodi in zaveznik Štefana VI., še enkrat potrdil Formozovo obsodbo. 904 so Formoza znova izkopali, ponovno sodili in ga našli krivega. Tokrat so Formozovo truplo obglavili in nato vrgli v Tibero. Cerkev je prepovedala v prihodnje sodni pregon mrličev. [9]
10. Zanimivo pa, da na mrliški sinodi sploh niso omenjali izobčenja, s katerim je Formoza zadel Janez VIII., niti Formozove prisege v Troyesu 878, da se ne bo več vrnil v Rim, niti sprejel sedeža v Portu ali kake druge cerkvene službe. [10]

- Za papeže je bilo 10. stoletje zares temačno in ga po pravici imenujemo mračno stoletje. Brez cesarske zaščite so padli v roke rimskega in italijanskega plemstva, ki si je nadzor nad Cerkvijo pridobivalo tako, da je na njene položaje nastavljalo svoje sorodnike ali politične somišljenike. Nadvse zanimiva kronika, ki jo je napisal nemški škof Liutprand,[11] slika razuzdanost na papeževem dvoru; vendar jo je treba brati s pridržkom, saj je bil pisec zelo protirimsko razpoložen in je zato dvomno, da je pisal sine ira et studio[12]. [13]